# Richard Witschge
Richard Witschge (Amsterdam, 20 de setembre de 1969) és un exfutbolista neerlandès que despuntà a la dècada dels 1990 com a defensa i migcampista.
Inicià la seva trajectòria professional l'any 1986 a les files de l'Ajax Amsterdam on guanyà diferents títols a nivell nacional i destacà futbolísticament, fet que li valé per l'any 1991 fitxar pel FC Barcelona de la mà del tècnic Johan Cruyff, passant a formar part del Dream Team, tot guanyant entre d'altres títols la Copa d'Europa de 1992. Posteriorment milità a les files del FC Girondins de Bordeaux francès, el Blackburn Rovers anglès on guanyà la Lliga anglesa, novament a l'Ajax Amsterdam neerlandès, al Deportivo Alavés basc i a l'Oita Trinita japonès, retirant-se del futbol l'any 2004.
Amb la selecció de futbol dels Països Baixos fou internacional en 31 ocasions, integrant el combinat que disputà el Mundial de 1990.

## Clubs
- 1986-1991: Ajax Amsterdam
- 1991-1993: FC Barcelona
- 1993-1996: Girondins de Bordeus
- 1994-1995: Blackburn Rovers (cedit pel Girondins)
- 1996-2003: Ajax Amsterdam
- 2001-2002: Deportivo Alavés (cedit per l'Ajax)
- 2003-2004: Oita Trinita

## Palmarès

### Tornejos nacionals
- 2 Lliga neerlandesa: 1990 i 1998.
- 3 Copa neerlandesa: 1987, 1998 i 1999
- 2 Lliga espanyola: 1992 i 1993
- 1 Supercopa d'Espanya: 1992
- 1 Lliga anglesa: 1995

### Torneigs internacionals
- 1 Copa d'Europa: 1992
- 1 Supercopa d'Europa: 1992
- 1 Copa Intertoto: 1995